# Брисарт
Брисарт (фр. Brissarthe) насеље је и општина у западној Француској у региону Лоара, у департману Мен и Лоара која припада префектури Сегре.
По подацима из 2011. године у општини је живело 624 становника, а густина насељености је износила 36,73 становника/km². Општина се простире на површини од 16,99 km². Налази се на средњој надморској висини од 23 метара (максималној 78 m, а минималној 17 m).

## Демографија
| 1962. | 1968. | 1975. | 1982. | 1990. | 1999. | 2011. |
| ----- | ----- | ----- | ----- | ----- | ----- | ----- |
| 597   | 621   | 519   | 514   | 521   | 528   | 624   |

График промене броја становника у току последњих година